# Onciale 0214
- Papyrus
- Onciale
- Minuscules
- Lectionnaire

Le Codex 0214, portant le numéro de référence 0214 (Gregory-Aland), est un manuscrit du Nouveau Testament sur parchemin écrit en écriture grecque onciale.

## Description
Le codex se compose d'un folio. Il est écrit en deux colonnes, de 24 lignes par colonne. Les dimensions du manuscrit sont 20 x 18 cm,. Les paléographes datent ce manuscrit du IVe siècle ou Ve siècle.
C'est un manuscrit contenant le texte incomplet de la Évangile selon Marc (8,33-37).
Le texte du codex représenté type mixte. Kurt Aland le classe en Catégorie III. 
Lieu de conservation
Il est conservé à la Bibliothèque nationale autrichienne (Pap. G. 29300) à Vienne,.